# 戸川安宅
戸川 安宅（とがわ やすいえ、安政2年10月22日（1855年12月1日） - 大正13年（1924年）12月8日）は、江戸時代末期（幕末）の旗本で、明治時代の文学者、日本基督教会の牧師である。通称ははじめ隼人、のち達若。雅号は残花。別号として百合園主人。

## 来歴
安政2年（1855年）、江戸の旗本早島戸川家12代・戸川安行の子として牛込原町に生まれた。
慶応元年（1865年）2月の長州征伐は、病気がちであった兄安道の名代で出陣した。
慶応4年（1868年）3月12日、兄の名代としてアメリカの蒸気船で品川港を発ち、神戸を経て、3月18日に太政官に懇願書と岡山藩主の添書を提出した。同年5月、彰義隊に参加。同年6月、一族と共に領地の備中国早島（現在の岡山県早島町）に移り住んだ。8月、兄の養子となり家督を相続した。ちなみに、兄と同様、下大夫を授かったと思われる。
早島戸川家は表高3000石に対し、実高は5233石であったが、借金は嘉永年間の時点で約3万両（内訳江戸1万2000両余・知行所1万両余・大坂の御用達（加島屋など）6500両・その他2000両余）利子数千両、加えて幕末維新の動乱で軍費がかさんだため財政は事実上破綻していた。明治2年（1869年）6月の版籍奉還により借金地獄からは解放された。所領を失ったため、明治3年（1869年）2月に江戸へ戻ったが、すでに江戸屋敷は接収されて大隈重信の屋敷となっていたため、以後は新政府から与えられた代替屋敷に居住した。その後、明治3年（1870年）に大学南校に入り、続いて慶應義塾に学ぶ。他、カロザースの築地大学校などで勉学に励んだ。

### 受洗、牧師になる
明治7年（1874年）12月6日に、アメリカ人宣教師ディビッド・タムソンにより洗礼を受けてキリスト教徒となった。後にミッションスクールの築地大学校で学ぶ。明治16年（1883年）以降、巡回伝道者として関西方面で伝道に従事した後、帰京して日本基督教会麹町教会(現、日本基督教団高輪教会)の牧師となる。明治23年（1890年）『伝道師』・『童蒙賛美歌』（共編）、明治25年（1892年）5月『新撰讃美歌のてびき』などキリスト教関係の書籍・冊子を著した。また明治23年（1890年）刊行の『猫の話』は、近代日本の創作童話最初期の一冊で、楽しい子供向けの本である。
明治26年（1893年）、星野天知・主宰の『文学界』創刊時、客員として詩を発表。中でも七五調と五七調を混用した哀れにして上品で美しい詩「桂川（情死を吊う歌）」は北村透谷から激賞されたという。この年は毎日新聞社（横浜毎日新聞）に入社して小説も書いた。

### 雑誌『旧幕府』を刊行
明治30年（1897年）から3年間、勝海舟ら旧幕臣の手を借りて雑誌『旧幕府』を刊行し、古老たちの旧幕府時代の回想や論考、文芸作品などを掲載している。この雑誌は第5巻第7号（通算48号）で廃刊となった。続いて戸川は後継雑誌として『武士時代』を刊行するが、第9号で廃刊を余儀なくされている。

### 日本女子大学校の創立に参画
明治34年（1901年）、日本女子大学校の創立に成瀬仁蔵と共に参画した（国文学の教授となった）。この間、明治34年（1901年）に旧紀州藩邸跡（現・東京都港区）に作られた紀州徳川家の南葵文庫の主任学芸員を務めた。大正12年（1923年）、関東大震災で大井町（現・東京都品川区） の家が倒壊したため、大阪府東成郡天王寺村（現・大阪市天王寺区）にて長男と同居する。
大正13年（1924年）12月8日没。

## 人物

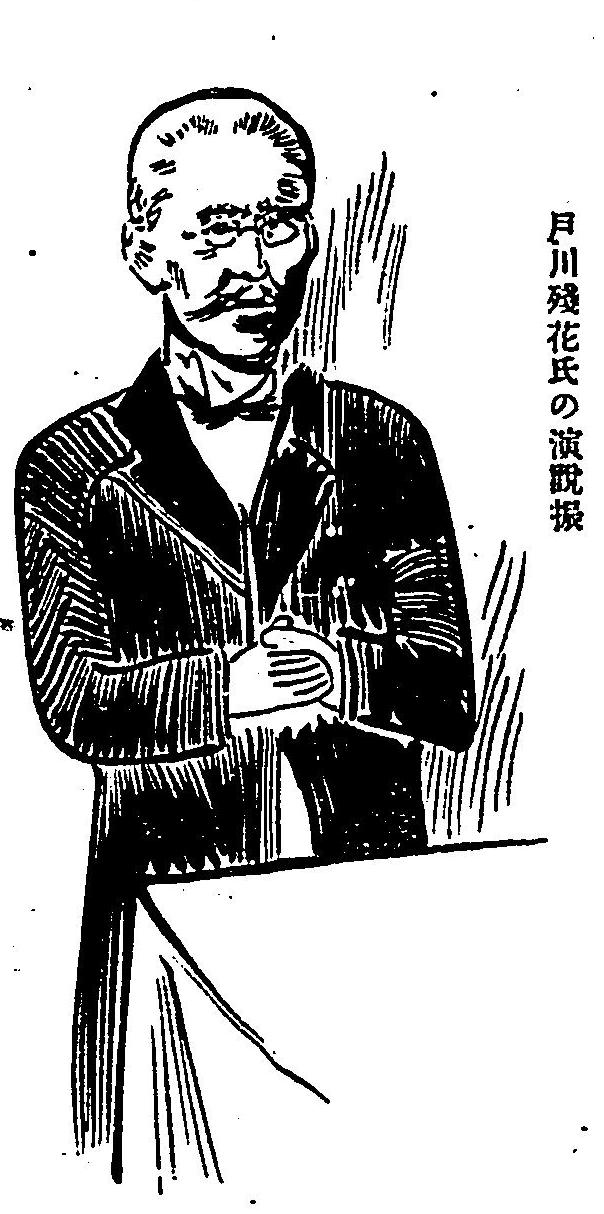
演説中に手を組む様子

当時の評によれば、その風貌は頭の「前が高く、後ろがガクリと下がり、顔が長く、顎はすこぶる長い」。両手を体の前で神妙に組み、長い顎をつきだし、純江戸っ子弁の巧みな言い回しで演説したという。
若き日の田山花袋や島崎藤村の世話をしたり、長女の達子が親しくしていた関係で樋口一葉に縁談の世話をしたことがある。

## 著書・訳書
題名・巻号にリンクがあるものは、国立国会図書館の近代デジタル・ライブラリーで全文が公開されている。
- ジョン・シ・ベルリ著、戸川安宅訳『安息日学校行儀心得』、福音社、大阪市、1890年（明治23年）。
- 残花道人『伝道師』、福音社、大阪市、1890年（明治23年）。残花道人は戸川安宅の筆名である。
- 戸川安宅『猫の話』、村上勘兵衛、京都市、1890年（明治23年）。
- 奥野昌綱・戸川残花編『童蒙讃美歌』、十字屋、東京市、1890年（明治23年）。
- 戸川安宅『新撰讃美歌てびき』、警醒社、東京市、1891年（明治24年）。
- デー・エル・ムーデー（ドワイト・ムーディー）説教、戸川安宅訳『天路』、警醒社、東京市、1892年（明治25年）。Dwight Lyman Moody Way to Heaven。
- デー・エル・ムーデー説教、戸川安宅訳『道の栞』、警醒社、東京市、1892年（明治25年）。Dwight Lyman Moody Love that Passeth Knowledge。
- 戸川残花・松居松葉編『武談　元気振興』、好明館、東京市、1894年（明治26年）。
- 戸川残花『ネルソン伝』、福音社、大阪市、1895年（明治27年）。
- 戸川残花『徳川武士銘々伝』、博文館、東京市、1894年（明治27年）。
- 戸川残花『世界三大宗教』、博文館、東京市、1895年（明治27年）。
- 戸川残花『三百諸侯』第1巻から第4巻、第5巻から第8巻、第9巻から第12巻、秀英舎、東京市、1896年（明治28年）。
- 戸川残花『幕末小史』第1巻、第2巻、第3巻、春陽堂、東京市、1899年（明治31年）。
- 戸川残花・述『武家年中行事略解』（早稲田大学卅六年度史学科第二学年講義録）、早稲田大学出版部、1904年（明治37年）。
- 戸川残花「桂川　情死を弔う歌」・「花売り」、石橋暁夢（石橋哲次郎）編『五彩雲 : 新体詩集』、文学同志会、東京市、1905年（明治38年）に収録。
- 戸川残花『新評女大学』、服部書店、東京市、1910年（明治43年）。
- 戸川残花（安宅）編『日本書翰文大全』、帝国実業学会、東京市、1910年（明治43年）。
- 戸川残花（安宅）『海舟先生』、成功雑誌社、東京市、1910年（明治43年）。
- 戸川残花・口述『江戸史蹟』、内外出版協会、東京市、1912年（明治45年）。
- 戸川残花（安宅）編『東京史蹟写真帖』、画報社、東京市、1914年（大正3年）。
- 「舊幕府 全号まとめ」、出版社：富山房雑誌部 (1号-2巻12号) , 裳華房 (3巻1号-3巻3号) , 舊幕府雜誌社 (3巻4号-5巻7号)。